# Намянджу
Намянджу́ (кор. 남양주시?, 南陽州市?, Namyangju-si) — город в провинции Кёнгидо, Южная Корея.

## История
В эпоху Самхан территория, на которой находится современный Намянджу, входила в состав племенного объединения Махан под названием Коригук. Позже, в эпоху Трёх государств эта местность вошла в состав государства Пэкче. В V веке (475 год) местность отошла государству Когурё и здесь был образован уезд Чанхва (Чанхвагун) и район Колино (Колинохён). В 553 году территория отошла государству Силла. В 757 году состоялась административная реформа, в результате которой здесь было образовано несколько уездов, включая уезд Ханян, который в 935 году, в эпоху династии Корё, был переименован в Янджу. Позже в составе Янджу был выделен район Ханъян. В течение практически всей истории Кореи эта местность находилась в составе уезда Янджу. Намянджу (южный Янджу) был выделен из состава Янджу в 1980 году, получив статус уезда (гун). Статус города (си) был получен в 1995 году.

## Административное деление

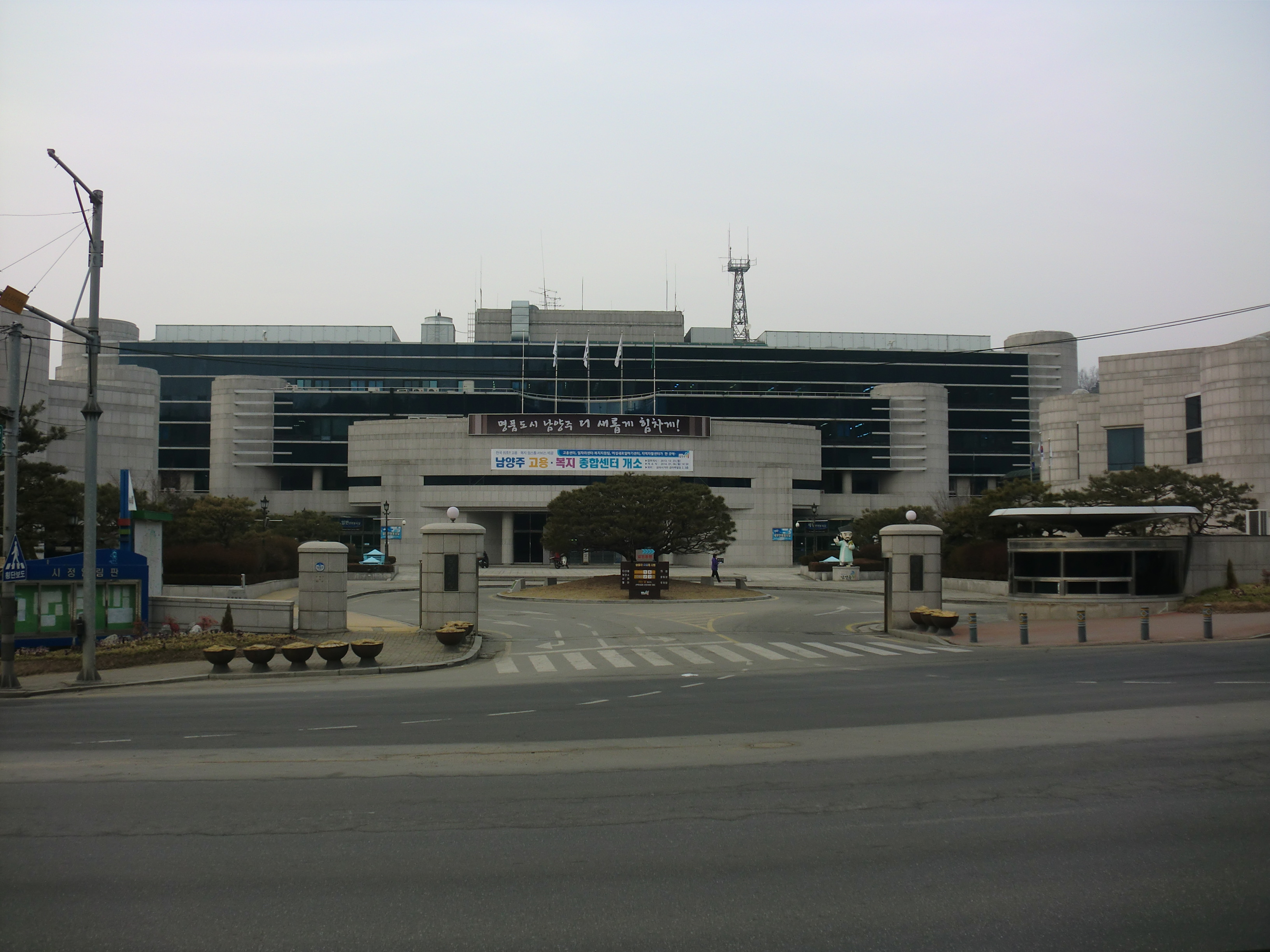
Мэрия Намянджу

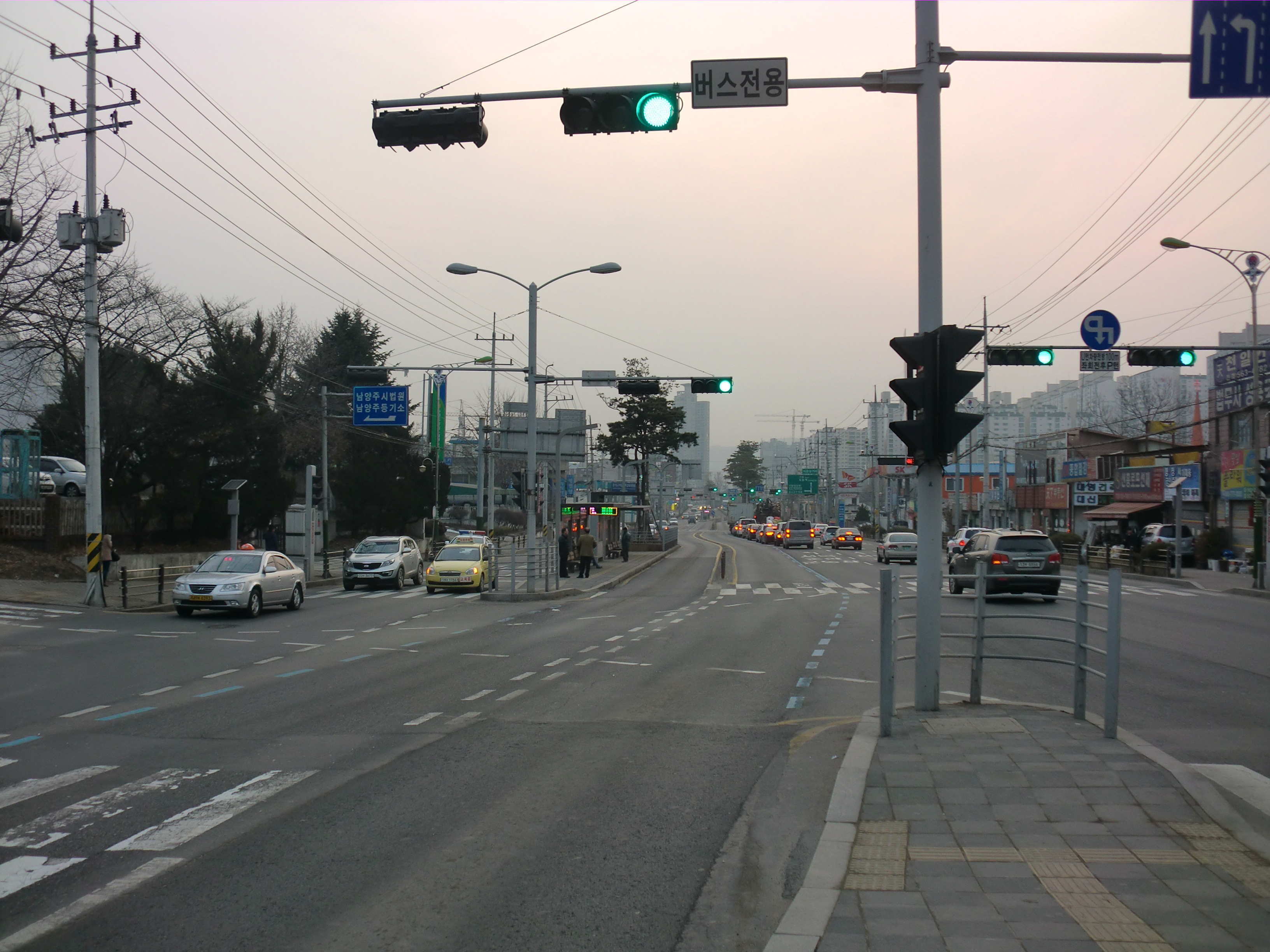
Дорожное движение в центре города

Намянджу административно делится на 5 ып, 4 мён и 6 тон (дон). Данные о населении за 2008 год.
| Район        | Хангыль  | Площадь, км² | Население, чел | Внутреннее деление |
| ------------ | -------- | ------------ | -------------- | ------------------ |
| Вабуып       | 와부읍   | 49,82        | 71 716         | 5 ри               |
| Онамып       | 오남읍   | 25,45        | 48 826         | 3 ри               |
| Хвадоып      | 화도읍   | 71,46        | 80 535         | 10 ри              |
| Чингонып     | 진건읍   | 34,72        | 30 336         | 6 ри               |
| Чинджопып    | 진접읍   | 65,68        | 48 992         | 8 ри               |
| Пёльнэмён    | 별내면   | 40,79        | 25 092         | 5 ри               |
| Судонмён     | 수동면   | 72,78        | 7 835          | 7 ри               |
| Тхвегевонмён | 퇴계원면 | 3,25         | 29 824         | 1 ри               |
| Чоанмён      | 조안면   | 50,67        | 3 984          | 6 ри               |
| Кымгоктон    | 금곡동   | 6,93         | 23 080         |                    |
| Пхённэдон    | 평내동   | 7,26         | 41 315         |                    |
| Тонондон     | 도농동   | 2,16         | 37 603         |                    |
| Хопхёндон    | 호평동   | 9,13         | 33 827         |                    |
| Чигымдон     | 지금동   | 7,37         | 16 685         |                    |
| Янджондон    | 양정동   | 12,49        | 6 227          |                    |

## География
С востока на запад город расположен между 127°05′ и 127°31′ западной долготы, с севера на юг — между 37°31′ и 37°41′ северной широты. На севере граничит с городами Пхочхон и Ыйджонбу, на востоке — с уездами Капхён и Янпхён, на юге — с городом Ханам, и на западе с Кури и Сеулом.
Ландшафт преимущественно горный. Горы, находящиеся в черте города, местами превышают 800 метров в высоту. Наивысшая точка — гора Чхуннёнсан (축령산, 879 м).

## Экономика
Намянджу имеет развитую дорожную инфраструктуру, через него проходит несколько автодорог национального уровня, есть железнодорожная станция. В промышленности преобладает производство мебели и текстильное производство. На сельскохозяйственных угодьях вокруг города выращивают в основном овощи и цветы. В начале XXI века была начата реализация плана по постройке в черте города крупного промышленного комплекса. Завершить проект планируется к 2016 году.

## Туризм и достопримечательности
- Монгольская национальная деревня. Здесь можно узнать о быте монголов, попробовать монгольскую еду. Общая площадь деревни — около 10 тыс. м².
- Буддийские храмы Суджонса, Понсонса и Пурамса. Строительство этих храмов пришлось в основном на эпоху династии Чосон. В этих храмах хранится несколько предметов, вошедших в списки материального культурного наследия провинциального и государственного уровня, в частности, пятиэтажная пагода в Суджонса, настенные фрески в Понсонса и печатные блоки в Пурамса.
- Музей искусств Моран — расположен в местечке Вольсанни. Общая площадь музея — более 40 тыс. м², включая экспозицию под открытым небом. В музее представлены в основном работы современных корейских скульпторов. Большая библиотека и хранилище медиаматериалов, посвящённых истории искусства.
- Художественная галерея Сохо — здесь есть выставочный зал с картинами, есть зал для выступлений музыкальных коллективов.
- Киностудия Seoul Universal Studio — была открыта в августе 1998 года. Общая площадь киностудии — 132 гектара. Здесь также расположен музей киноискусства и развлекательный парк.
- Природный парк на горе Чхуннёнсан — расположен на границе с уездом Капхён. Статус был присвоен в 1995 году. Общая площадь парка — 772 гектара. На территории парка есть спортплощадки, кемпинги, наблюдательные площадки, проложены маршруты для занятия горным туризмом.[6]

## Города-побратимы
Намянджу имеет ряд городов-побратимов как внутри страны, так и за рубежом:
За рубежом
- Дартфорт (Кент), Великобритания — с 1996
- Улан-Батор, Монголия — с 1998
- Чанчжоу, Китай — с 1999

Внутри страны
- Канджин — с 1999
- Йонволь — с 2000

## Символы
Как и остальные города и уезды в Южной Корее, Намянджу имеет ряд символов:
- Дерево: сосна — символизирует честность и добрые традиции жителей города.
- Цветок: форзиция — символизирует доброту и надежду.
- Птица: дятел — олицетворяет экологию и заботу о природе в городе.
- Маскоты: дятлы Мальгыми и Пурыми.